# Haasil
Haasil è un film del 2003 diretto da Tigmanshu Dhulia.

## Trama
Quando lo studente al college Anirudh (Jimmy Shergill) incontra la bella coetanea Niharika (Hrishitaa Bhatt), ben presto diventano innamorati l'uno dell'altra. Purtroppo il loro rapporto non può sfuggire alle persecuzioni contro di loro ad opera di una gang di malviventi che opera nel college. Quando Aniruddha incontra Ranvijay (Irfan Khan), un grande uomo del campus armato di pistola, iniziano i problemi, perché entrambi vogliono arrivare allo stesso obiettivo: Niharika.